# 中森愛
中森 愛（なかもり あい、1956年 - 2023年11月25日）は、日本の漫画家、編集者。男性。
主に成人向け漫画を執筆していた。

## 来歴
編集者として『漫画大快楽』に携わった後、漫画家に転身。ロリコン系の作家の一人とされ、コメディ的な作風だった。1980年代から90年代にかけて盛んに執筆し、『漫画ウインキ』（東京三世社）や『メロンCOMIC』（ビデオ出版）などに作品が掲載された。

## 人物
吾妻ひでおから強い影響を受けている。谷山浩子と大滝詠一を愛好していた。
漫画家の五藤加純は一卵性双生児の兄で、親族にイラストレーターのすずき鮭、高世えり子がいる。2023年11月25日に心筋梗塞のため67歳で死去した。

## 作品リスト
- 愛、その気にさせて（1985年、東京三世社）
- 愛ちゃんのいけない童話集（1986年、東京三世社）
- レモンSOS（1987年、辰巳出版）
- ぬくぬく愛パック（1988年、フランス書院、ISBN 978-4829670347）
- ももいろパセリ（1988年、司書房）
- だいたん看護婦さん（1989年、フランス書院、ISBN 978-4829671320）
- お元気♥愛ランド（1991年、フランス書院、ISBN 978-4829672099）
- 愛のみるく人形（1993年、大洋図書、ISBN 978-4886729354）
- 100万本のおしゃぶり（1994年、松文館、ISBN 978-4790100225）
- 半熟奥様・生ミルク（1998年、久保書店、ISBN 978-4765923187）
- 半熟Fカップ娘（1999年、久保書店、ISBN 978-4765923422）
- くりクリしないで エロ漫画女編集者絶頂物語（2000年、久保書店、ISBN 978-4765923699）